# Мортадела
Мортадела (на италиански: mortadella) е голяма наденица, произхождаща от град Тунис, направена от варено свинско месо, смесено с кубчета свинска мазнина (главно твърдата мазнина на шията), обикновено с цилиндрична или овална форма. Традиционно се овкусява с черен пипер на зърна, някои версии може да съдържат и шамфъстък или по-рядко зърна от мирта. Най-известната версия е Болонската мортадела (la Mortadella di Bologna), но има и други разновидности, направени от други видове меса.

## Произход на името
Произходът на името „мортадела“ е спорен. Според една от теориите то идва от латинското mortarium (хаван) – инструмент, традиционно използван за чукане на месо. Тази теория, предложена от Джанкарло Сузини – професор по древна история в Болонския университет през 20 век се основава на две погребални стели, съхранявани в Археологическия музей на Болоня, за които се смята, че принадлежат на един и същи паметник, като едната изобразява стадо прасета, а другият хаванче и чукало. Според една друга теория – тази на математика и астронома Овидио Монталбани от 17 век името идва от римска наденица, овкусена със зърна мирта, която древните римляни наричат farcimen myrtatum или farcimen murtatum (наденица от мирта), като мирта всъщност е популярна подправка преди появата на черният пипер на европейските пазари.
Други синоними на мортадела са mortadello e mortandéla.

## История
Доказателство за съществуването на производители на мортадела още през римско време е барелеф от имперската епоха, изобразяващ седем прасета, водени на пасище, и хаванче с чукало – инструмент, който обикновено се използва от римляните за обработката на месо.
Мортаделата вече се споменава в готварските книги от 14 век, въпреки че вероятно има различни видове мортадела, направени от телешко и магарешко месо. През 1644 г. болонецът Винченцо Танара в своя трактат L'economia del cittadino in villa пише рецепта за мортадела, която посочва както количеството и вида на подправките, които трябва да се използват, така и дозите на месото: сол, канела, карамфил, индийско орехче, мускус, черен пипер на зърна, захар и вино малвазия. В допълнение към дозите Танара описва и обработката на изсушеното месо: „една трета от мастната тъкан, включително беконът, се нарязват на едри кубчета, а две трети постно месо от плешката и бутчето на прасето се превръща в пълнеж чрез „нарязващо начукване“; след като се направи плънка, всичко се приготвя на умерена температура“.
През 1661 г., за да се регулира производството, е публикувана прокламация на кардинал Джироламо Фарнезе – папски легат от Болоня, която забранява производството на мортадела с месо, различно от свинското. Прилагането на гаранционни пломби е отговорност на Корпорация Салароли – една от най-старите в Болоня, която известно време има като своя емблема хаванче с чукало.

## Характеристики
Чистата свинска мортадела е варен колбас с цилиндрична или овална форма, розов на цвят и с интензивен и леко пикантен мирис. За приготвянето му се използват разфасовки от месо и свинска мас, добре настъргани, за да се получи фина паста. Веднъж нарязана, повърхността обикновено е кадифена и розова на цвят.

## Гастрономия
Мортаделата е продукт, използван в различни заготовки, като може да се яде нарязана в комбинация с хляб или нарязана на кубчета като предястие. Използва се в различни ястия от болонската кулинарна традиция, например е съставка от пълнежа на тортелините, разбъркана, образува „пяна от мортадела“ (spuma di mortadella) и се появява като съставка на традиционните болонски пърженки на шиш Stecchi fritti alla petroniana.